# Harpemastax
Harpemastax is een geslacht van rechtvleugeligen uit de familie Euschmidtiidae. De wetenschappelijke naam van dit geslacht is voor het eerst geldig gepubliceerd in 1964 door Descamps.

## Soorten
Het geslacht Harpemastax omvat de volgende soorten:
- Harpemastax armata Descamps, 1964
- Harpemastax cornuta Descamps, 1971
- Harpemastax rubripes Descamps, 1971
- Harpemastax spinifera Descamps, 1971